# Callot Sœurs
Pour les articles homonymes, voir Callot.

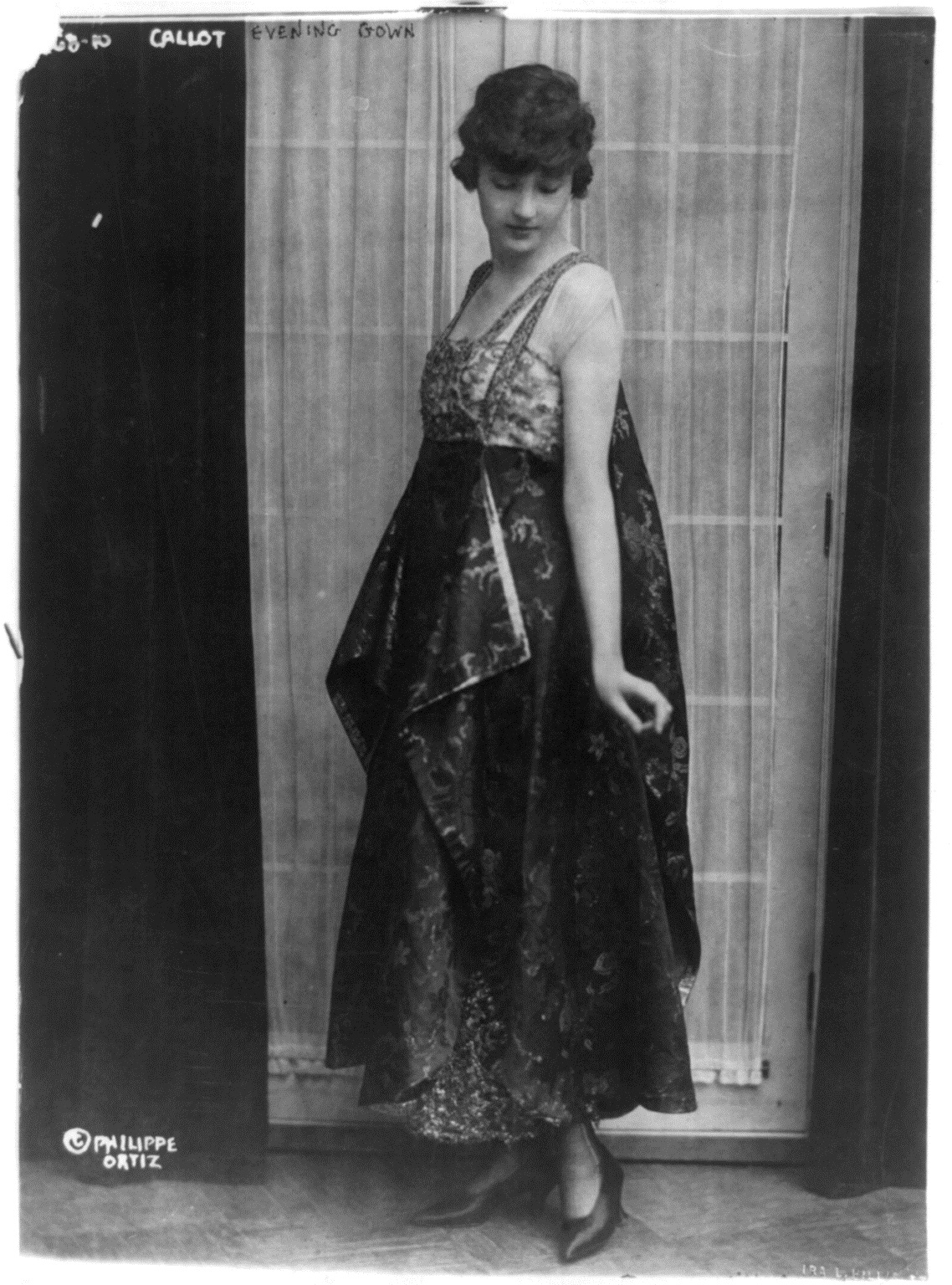
Robe des sœurs Callot, 1915–1920.

Callot Sœurs est une maison de haute couture française ouverte en 1895, 24 rue Taitbout à Paris dans le 9e arrondissement par les quatre sœurs Callot : Marie Callot-Gerber, Marthe Callot-Bertrand, Regina Callot-Tennyson-Chantrell et Joséphine Callot-Crimont. 

## Historique
La société est fondée en 1895.
La sœur aînée, Marie Callot (épouse Gerber), a été formée à la couture par sa mère, dentellière. Les sœurs connaissent le succès grâce à leurs travaux sur l'amélioration de blouses et lingeries avec de la dentelle et des rubans. Cette reconnaissance les poussent à améliorer d'autres vêtements et, en 1914, la société déménage dans de plus grands locaux situés au 9-11 de l'avenue Matignon. Marie, la sœur aînée, est chargée de la conception, ayant précédemment travaillé pour Raudnitz et Cie, des couturiers parisiens. 
La couturière Madeleine Vionnet a été apprentie chez Callot à son retour à Paris, et ce jusqu'en 1906. C'est là qu'elle affine sa technique dans la couture. « Sans les sœurs Callot j'aurais fait des Ford, avec elles j'ai fait des Rolls-Royce », dira Madeleine Vionnet plus tard.
Les vêtements des Sœurs Callot ont été connus notamment pour leurs détails exotiques, l'utilisation des moires et des lamés, ainsi que de la dentelle et des passementeries. La maison de couture a été parmi les premiers designers à utiliser l'or et l'argent lamés pour faire des robes. Au cours des années 1920, elle était une des maisons de mode les plus en vogue, reconnue pour ses robes du soir, mais également pour ses objets de décoration d'intérieur qui prennent de l'importance, jusqu'à supplanter la création de robes. À partir de 1920 seule Marie Gerber s'occupe de la maison de couture.

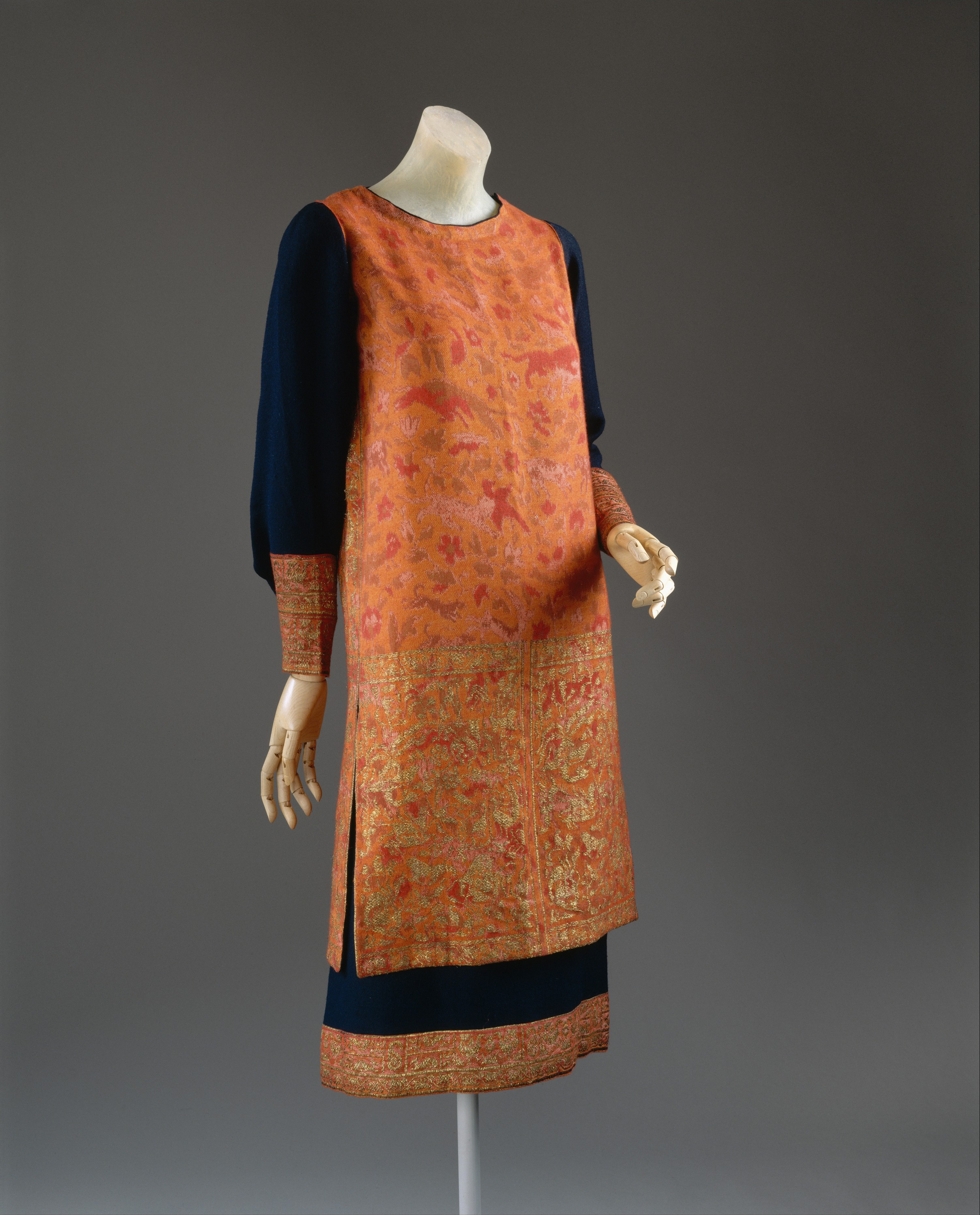
Robe en laine et soie, brodée de fil métallique, 1924.

- Quelques créations de Callot Sœurs

"Quelques
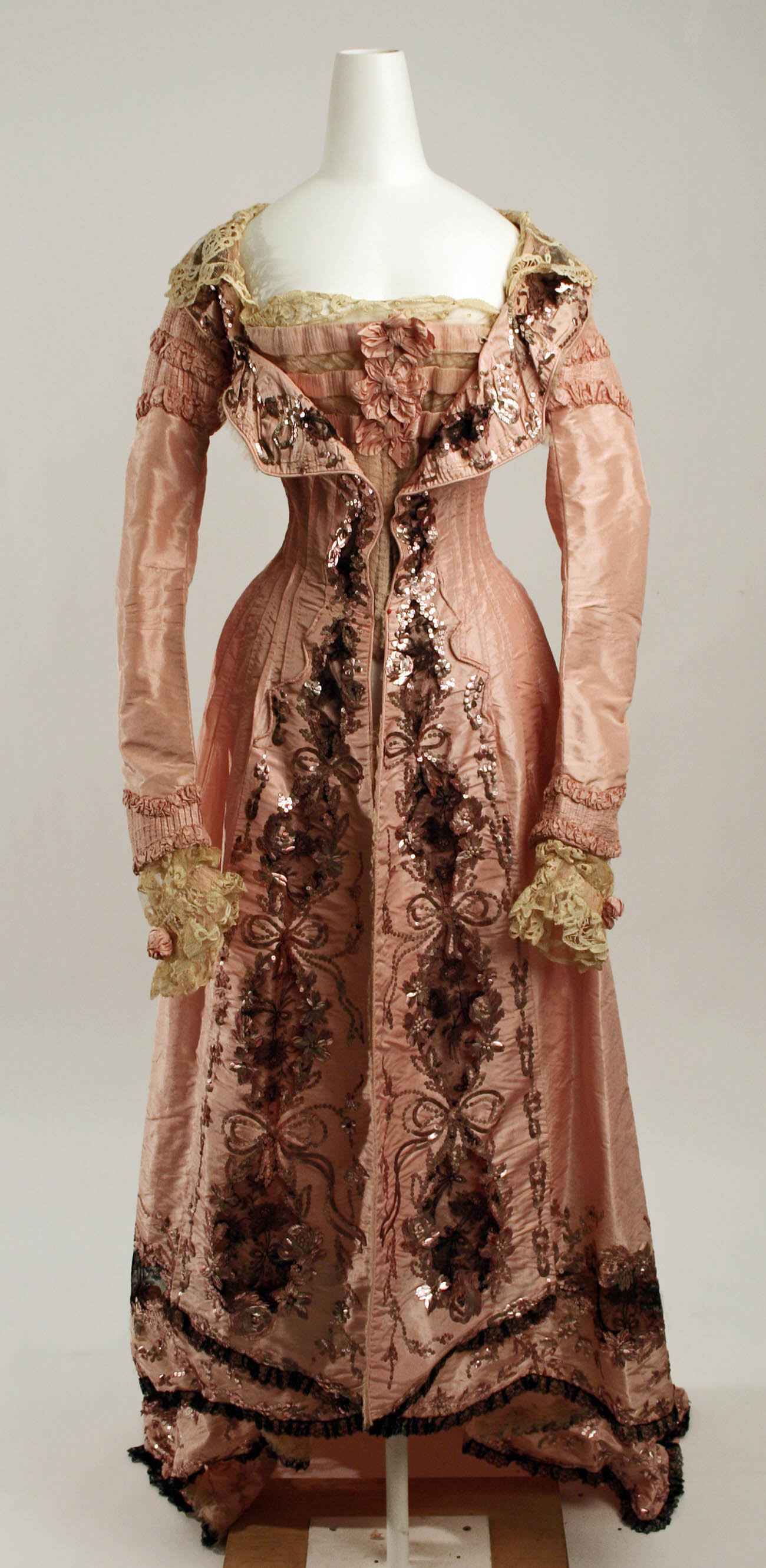
Déshabillé, 1898-1902.
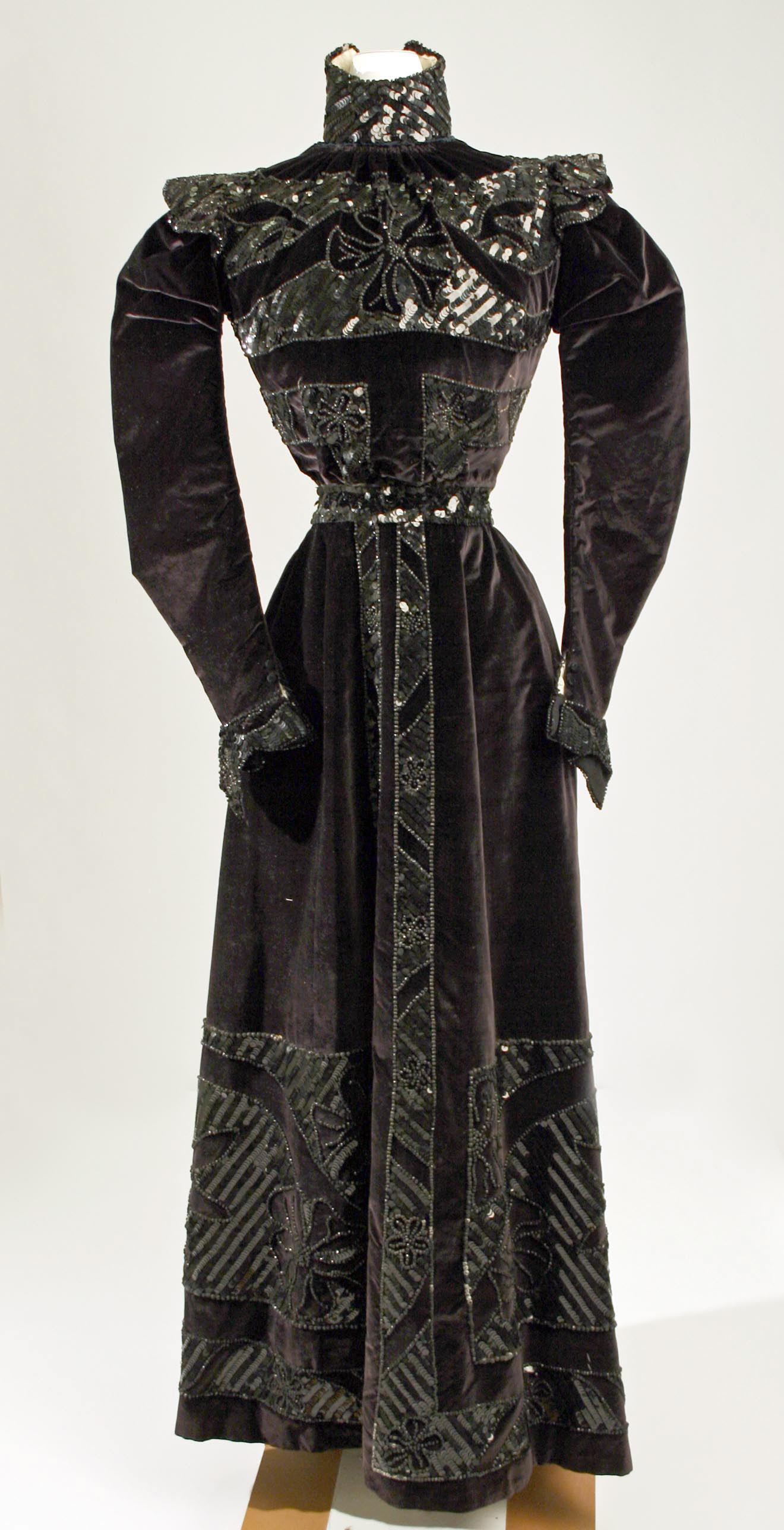
Robe de deuil, 1899.
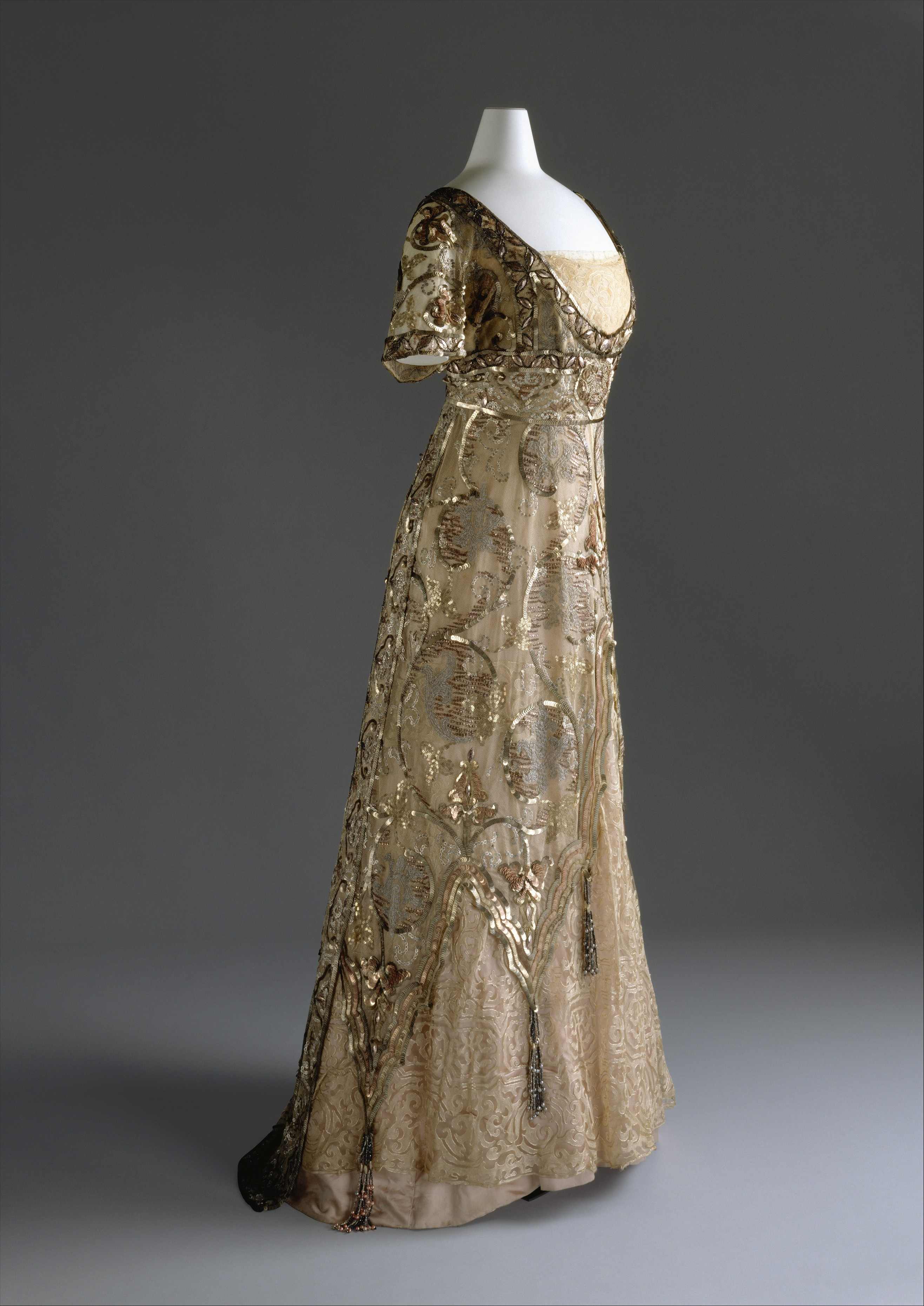
Robe de soirée, 1910-1914.
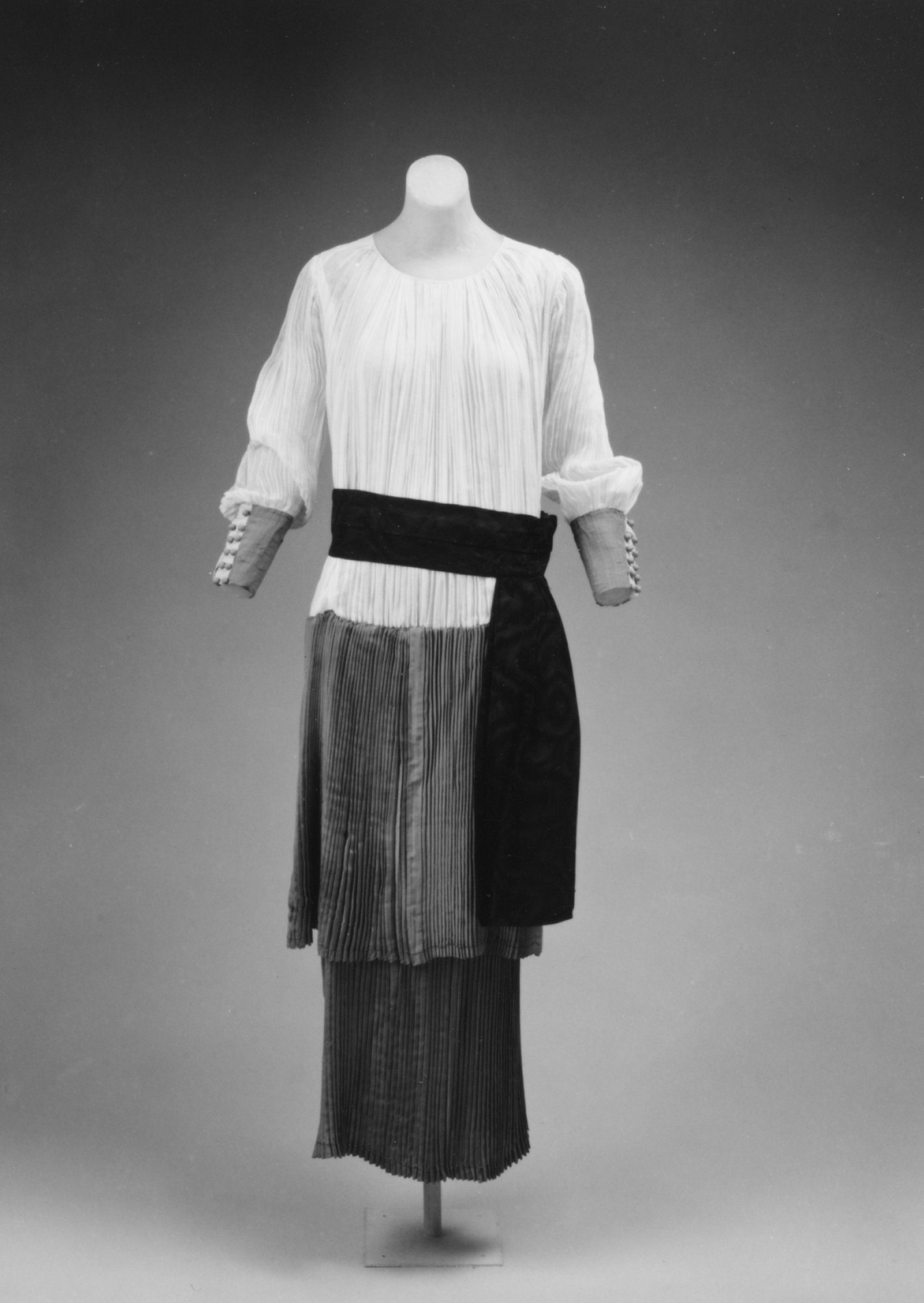
Robe d'après-midi, 1915.
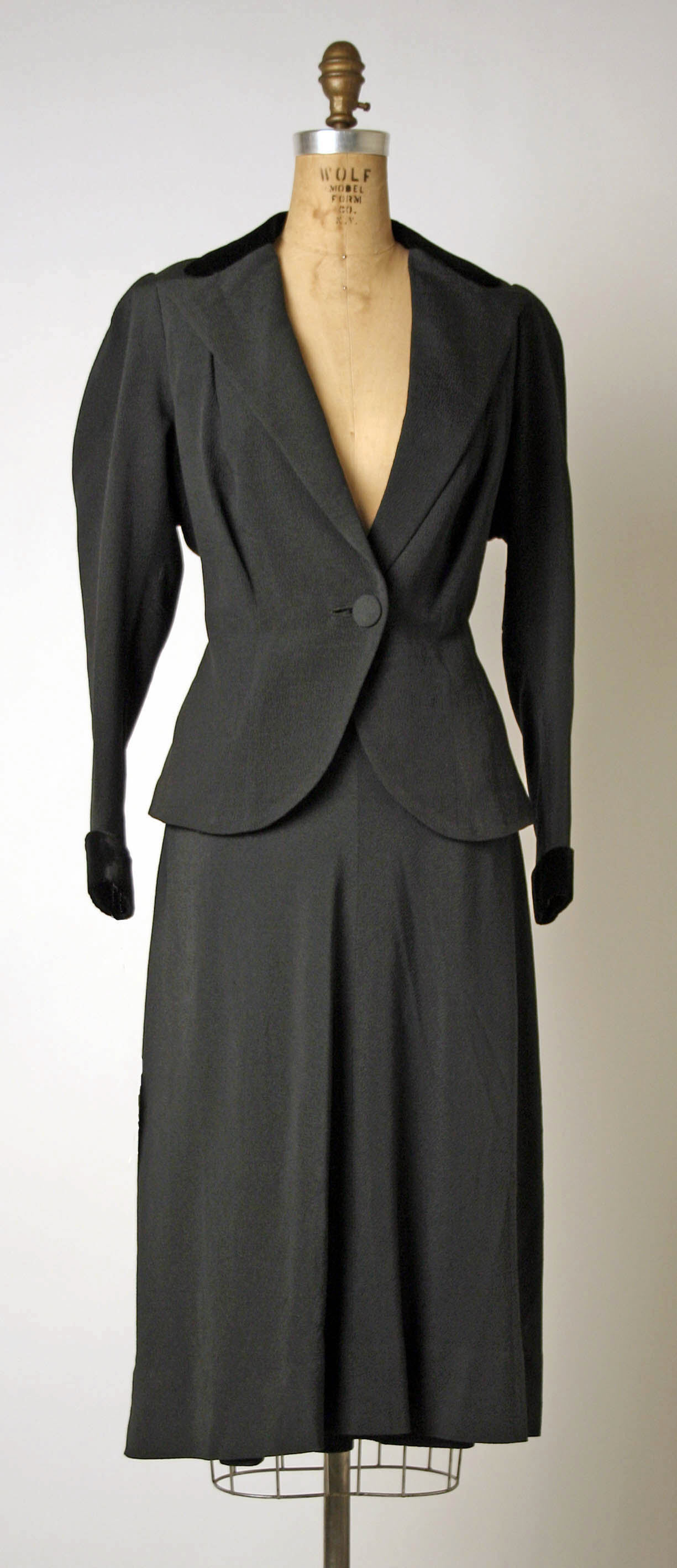
Ensemble de cocktail, 1935.

En 1926 le designer américain Elizabeth Hawes, alors qu'elle travaillait à Paris, portait régulièrement les vêtements des sœurs Callot. Elle insistait sur le fait que les gens devraient porter ce qu'ils aimaient personnellement, et non ce qui était considéré comme à la mode. Malgré les acheteuses américaines qui trouvaient que les robes des Sœurs Callot étaient démodées, Elizabeth Hawes les portaient toujours avec plaisir. Marie Callot-Gerber meurt en 1927.  
En 1928 Pierre Gerber, fils de Marie Callot-Gerber, reprend l'affaire comme directeur et modéliste, mais est frappée lourdement par la crise de 1929. En 1937 la maison des sœurs Callot est rachetée par Marie-Louise Calvet, de la maison Calvet. La maison Callot ferme ses portes définitivement en 1953.
En 1988 les droits de la maison de couture Callot sont rachetés par la famille Lummen, connue pour avoir relancé la maison de couture Vionnet en 1995.

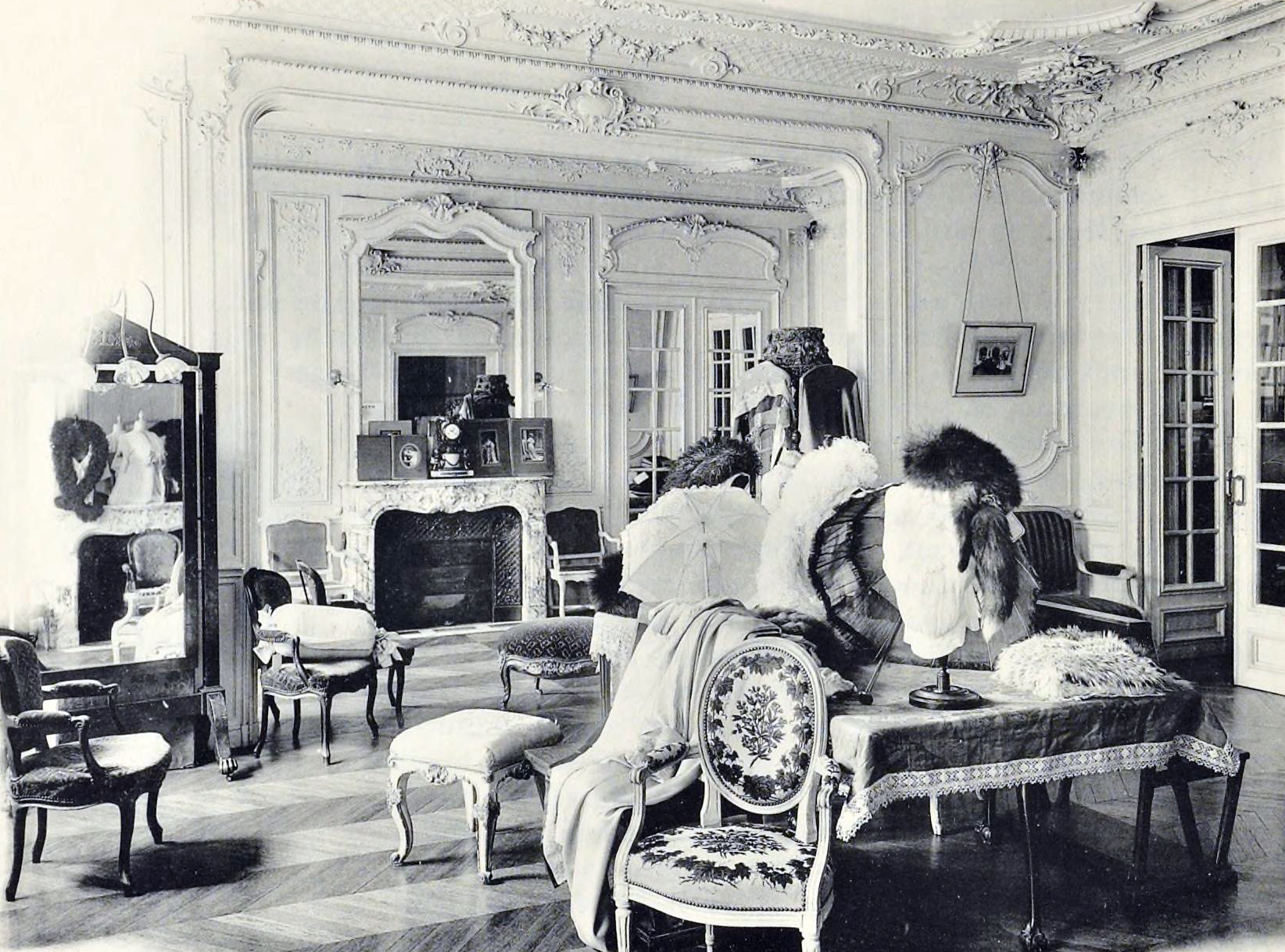
Salon de vente Callot Sœurs en 1910.
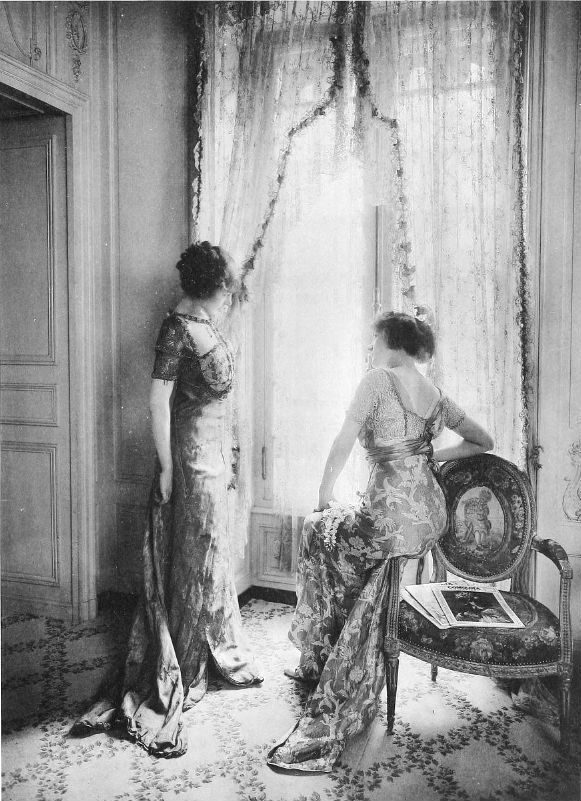
Modèles en 1910.
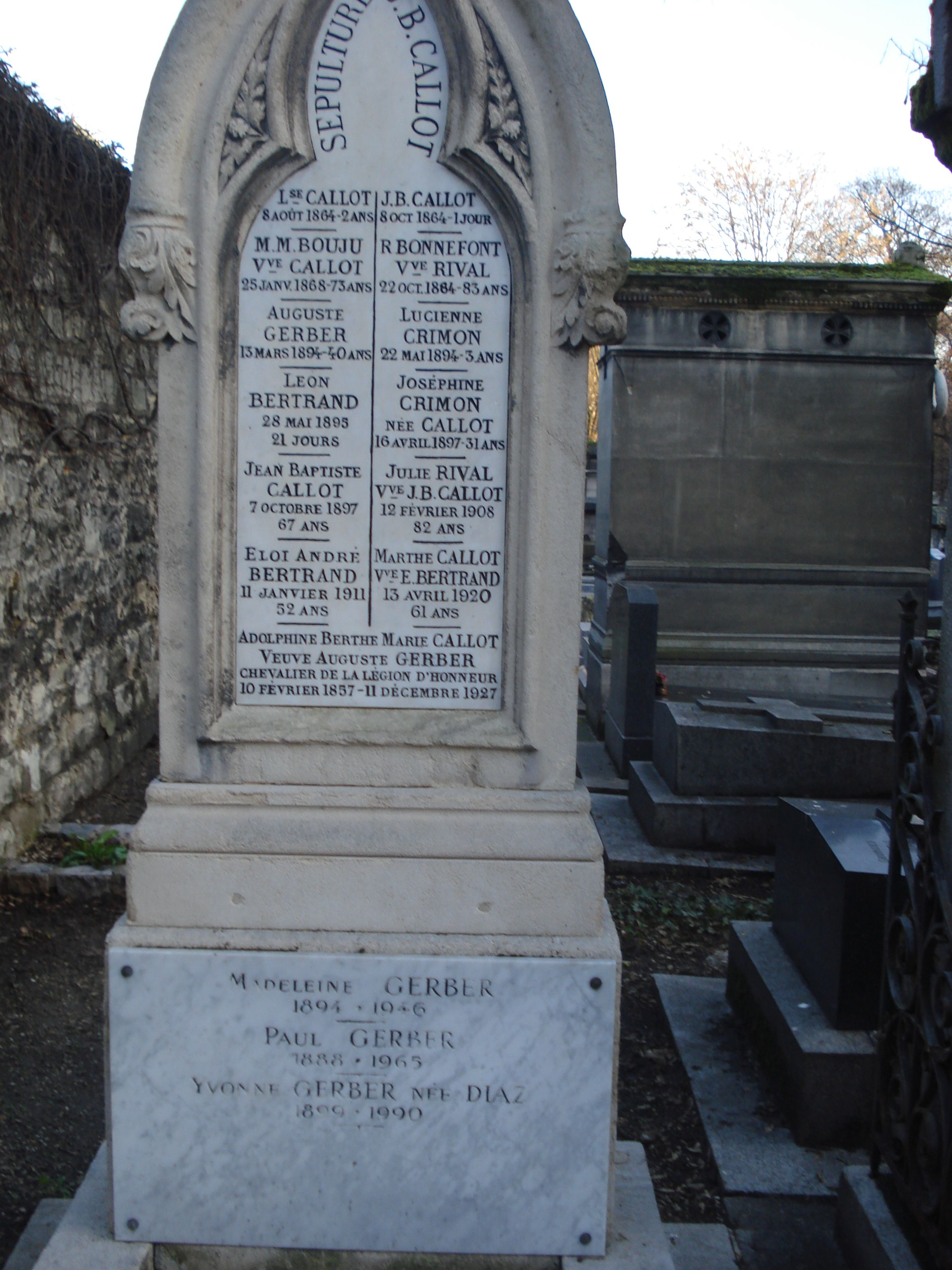
Sépulture des sœurs Callot au cimetière Montmartre.
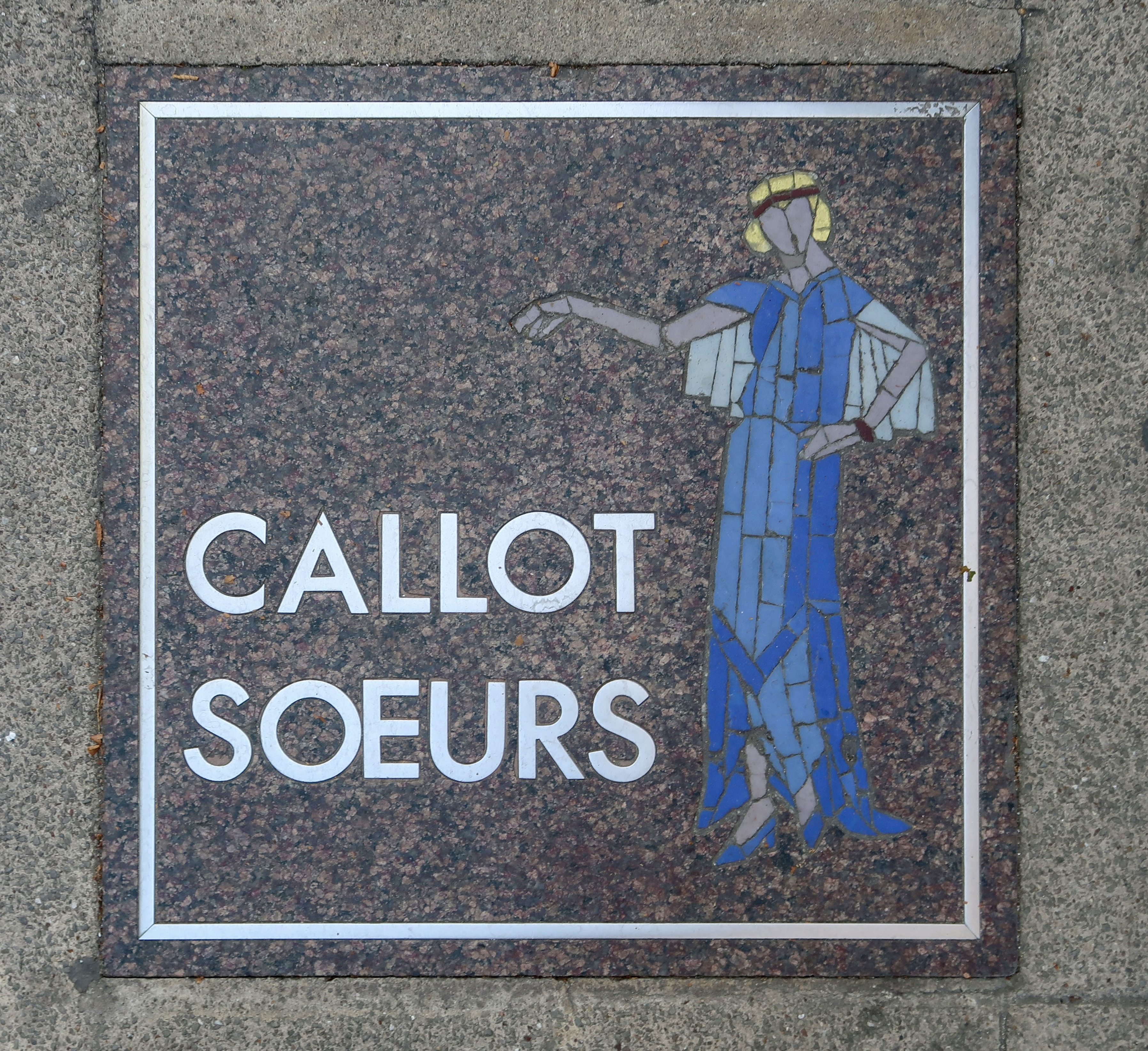
Plaque sur le sol, avenue Montaigne (Paris).

## Parfums (1920-1931)

### 1920
- Bel Oiseau Bleu

### 1923
- Chichi Callot

### 1924
- Ambré
- Chypre
- La Fille du Roi de Chine
- Mariage d’Amour

### 1925
- 100
- 101
- 103
- 105
- 107
- 108
- 109
- Jasmin
- Le Dieu du Jour
- Le Louis d’Or
- Pensées Roses
- Sourire de Cocea
- T.S.F.

### 1931
- Qu'en Dira T'On